# Șotârcari, Vrancea
Șotârcari este un sat în comuna Gura Caliței din județul Vrancea, Muntenia, România.
În satul Șotârcari se afla o familie de oameni modești cu numele chiar de Șotîrcă, care au servit țara în cele două războaie mondiale,veteranul satului Șotîrca Vasile care a luptat în Al doilea război mondial, trăind astăzi printre noi.
O parte din roadele familiei Șotîrca se află în București unde nepotul veteranului Șotîrca Vasile, Marian Șotîrca este jucător de futsal.
Satul a fost afectat în anul 1970 de o mare alunecare de teren care a afectat multe gospodării din zonă. În acest loc se află și una din cele trei fântâni din Gura Caliței.

 Acest articol despre o localitate din județul Vrancea este deocamdată un ciot. Puteți ajuta Wikipedia prin completarea lui.